# Friedrich Adolf Geißler
Friedrich Adolf Geißler (* 4. Oktober 1868 in Döhlen; † 11. April 1931 in Dresden) war ein deutscher Musikkritiker und Schriftsteller.

## Leben und Wirken
Geißler studierte nach dem Schulbesuch Literatur- und Kunstgeschichte sowie Musik. Bekanntgeworden ist er vor allem durch seine Märchenstücke, die meist zur Weihnachtszeit auf Dresdner und anderen Bühnen gegeben wurden. Daneben schrieb er einige Künstlerromane, deren Figuren seinem weiten Bekanntenkreis entstammten. Seine Gedichte in obersächsischer Mundart trug er meist selbst vor. Daneben war er Dozent an der Orchesterschule.

## Schriften (Auswahl)
- Der falsche Rembrandt. Roman. Berlin, Leipzig [1914].
- Buntfeuer. 2. Aufl., Dresden 1916.
- Sturmvögel. Dresden 1917.
- Helenas Heimat. Dresden 1917.
- Das Lied von der Hamsterfahrt. Dresden [1919].